# Bohumil Hudec, Továrna na velocipedy, motocykly a automobily
Bohumil Hudec, Továrna na velocipedy, motocykly a automobily war ein Hersteller von Fahrrädern, Motorrädern und Automobilen aus Österreich-Ungarn.

## Unternehmensgeschichte
Das Unternehmen aus Čáslav begann 1902 mit der Produktion von Fahrrädern, Motorrädern und Automobilen. Der Markenname der Motorräder lautete Čáslavia und der der Automobile Hudec. 1903 endete die Produktion.

## Fahrzeuge

### Motorräder
Die Motoren in den Motorrädern leisteten zwischen 1,25 und 1,75 PS.

### Automobile
Im Angebot standen ein kleiner Zweisitzer und ein Phaeton mit vier Sitzen. Für den Antrieb sorgte ein Einbaumotor von De Dion-Bouton mit 6 PS Leistung.